# Лептокария (дем Дион-Олимп)
Вижте пояснителната страница за други значения на Лептокария.
Лептокария (на гръцки: Λεπτοκαρυά) е градче в Централна Македония, Гърция, част от дем Дион-Олимп в област Западна Македония. 

## География
Селището се намира на брега на Бяло море, в подножието на планината Олимп, 26 km на юг от Катерини. Градът се развива предимно като туристическа дестинация. В близост се намират Платамонската крепост и Темпейската долина с изворите на Афродита. В градчето има Музей на геологичната история на Олимп.

## История
След Гражданската война в Гърция (1946 - 1949) жителите на разположеното в подножието на Олимп село Лептокария се местят на морския бряг. Старото село започва да се парича Палеа Лептокария, тоест Стара Лептокария. Жителите на Лептокария традиционно се занимават със земеделие и скотовъдство, но в по-ново време - предимно с туризъм.
| Име           | Име             | Ново име     | Ново име     | Описание                                                            |
| ------------- | --------------- | ------------ | ------------ | ------------------------------------------------------------------- |
| Вакуфика      | Βακούφικα       | Монастириака | Μοναστηριακά | местност на СЗ от Лептокария                                        |
| Бара          | Μπάρα           | Перасма      | Πέρασμα      | крайбрежна местност на Ю от Лептокария                              |
| Голна         | Γκόλνα          | Рахи         | Ράχη         | връх в Олим на З от Лептокария и на СЗ от Палеа Лептокария (1135 m) |
| Ляску Тамбури | Λιακού Ταμπούρι | Лякос        | Λιάκος       | връх в Олим на З от Лептокария и на СЗ от Палеа Лептокария          |

| Година    | 1913 | 1920 | 1928 | 1940 | 1951 | 1961 | 1971 | 1981 | 1991 | 2001 | 2011 | 2021 |
| --------- | ---- | ---- | ---- | ---- | ---- | ---- | ---- | ---- | ---- | ---- | ---- | ---- |
| Население | 1075 | 1112 | 1244 | 1668 | 1586 | 2275 | 2247 | 2874 | 3369 | 4225 | 3700 | 3612 |

До 2011 година Лепкокария е седалище на дем Източен Олимп.